# Prey (Eure)
 Prey  es una población y comuna francesa, en la región de Alta Normandía, departamento de Eure, en el distrito de Évreux y cantón de Saint-André-de-l'Eure.

## Demografía
| 366 | 391 | 775 | 817 | 841 | 742 |
| Para los censos de 1962 a 1999 la población legal corresponde a la población sin duplicidades (Fuente: INSEE [Consultar]) |     |     |     |     |     |